# Korallcsőrű asztrild
A korallcsőrű asztrild (Estrilda troglodytes) a madarak osztályának verébalakúak (Passeriformes) rendjébe, ezen belül a díszpintyfélék (Estrildidae) családjába tartozó faj.

## Rendszerezése
A fajt Martin Hinrich Carl Lichtenstein német ornitológus írta le 1823-ban, a Fringilla nembe Fringilla troglodytes néven.

## Előfordulása
Afrika középső részén, Benin, Burkina Faso, Kamerun, a Közép-afrikai Köztársaság, Csád, Dél-Szudán, a Kongói Demokratikus Köztársaság, Elefántcsontpart, Eritrea, Etiópia, Gambia,  Ghána, Guadeloupe, Guinea, Kenya, Libéria, Mali, Mauritánia, Niger, Nigéria, Szenegál, Szudán, Togo és Uganda területén honos. Ezeken kívül betelepítették Guadeloupe, Puerto Rico és Portugália területére is.
Természetes élőhelyei a szubtrópusi vagy trópusi cserjések és száraz szavannák, valamint szántóföldek. Állandó, nem vonuló faj.

## Megjelenése
Átlagos testhossza 10 centiméter.

## Életmódja
Fűfélék magvaival és kisebb rovarokkal táplálkozik.

## Természetvédelmi helyzete
Az elterjedési területe rendkívül nagy, egyedszáma pedig stabil. A Természetvédelmi Világszövetség Vörös listáján nem fenyegetett fajként szerepel.